# Luigi Poggi
Pour les articles homonymes, voir Poggi.
Luigi Poggi, né le 25 novembre 1917 à Plaisance en Émilie-Romagne et mort le 4 mai 2010 à Rome, est un cardinal italien de la Curie romaine, bibliothécaire et archiviste de l'Église de 1992 à 1998.

## Biographie

### Prêtre
Luigi Poggi a été ordonné prêtre le 28 juillet 1940  pour le diocèse de Plaisance (Italie).
Après un premier ministère paroissial, il est envoyé à Rome pour compléter sa formation. Il obtient un doctorat in utroque jure. 
À sa sortie de l'académie pontificale ecclésiastique qui forme les diplomates du Vatican, il travaille à la secrétairerie d'État.
En 1963, il est envoyé en mission en Tunisie et obtient un statut légal pour l'Église catholique tunisienne.

### Évêque
Nommé délégué apostolique en Afrique centrale (Cameroun, Tchad, Congo-Brazzaville, Gabon et République centrafricaine) et archevêque titulaire de Forontoniana (de) le 3 avril 1965, il est consacré évêque le 9 mai suivant par le cardinal Amleto Cicognani. Il est ensuite nommé pro-nonce apostolique au Cameroun le 31 octobre 1966, au Gabon (en) le 31 octobre 1967, nonce apostolique au Pérou (en) le 21 mai 1969, en mission spéciale en faveur des Églises de Pologne, Hongrie, Tchécoslovaquie, Roumanie et Bulgarie le 1er août 1973, délégué apostolique en Pologne le 7 février 1975 et nonce apostolique en Italie (en) le 19 avril 1986.
De 1992 à 1998, il revient à Rome comme bibliothécaire et archiviste de l'Église.

### Cardinal
Luigi Poggi est créé cardinal par le pape Jean-Paul II lors du consistoire du 26 novembre 1994 avec le titre de cardinal-diacre de Santa Maria in Domnica.
Il a été cardinal protodiacre de 2002 jusqu'au 24 février 2005, date à laquelle il a été élevé au rang de cardinal-prêtre avec le titre de San Lorenzo in Lucina.

## Succession apostolique
Luigi Poggi a ordonné les évêques suivants :
- Archevêque Joachim N'Dayen (de) (1969)
- Évêque Antonio de Hornedo Correa (de), S.I. (1971)
- Archevêque Fernando Vargas Ruiz de Somocurcio (es), S.I. (1971)
- Évêque Carlo Poggi (it) (1988)
- Évêque Domenico Crusco (1991)